# Урожайне (Сімферопольський район)
Урожа́йне (до 1948 року — Чоюнчи́, крим. Çoyunçı) — село Сімферопольського району Автономної Республіки Крим.

## Історія
Поблизу Урожайного виявлено скіфське городище. За даними, повідомленими османським мандрівником XVII століття Евлією Челебі, це село — найбільший центр Криму з виготовлення предметів із чавуну (звідси історична кримськотатарська назва села Çoyunçı — букв. «чавунник»). Звідси чавунні вироби експортувалися до земель сучасного Ірану, Китаю та Пакистану.